# Gianandrea Noseda

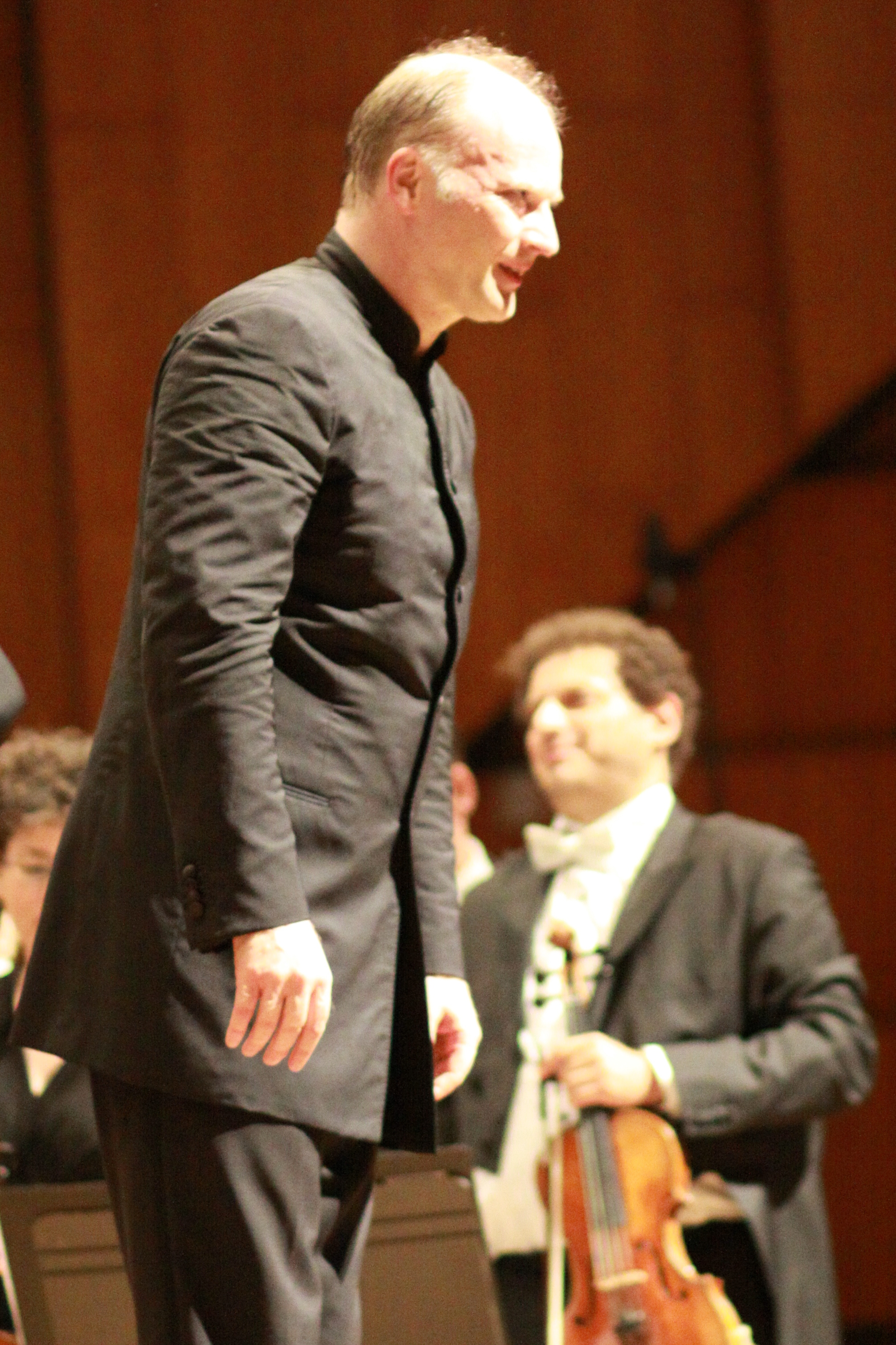
Gianandrea Noseda (2013)

Gianandrea Noseda (geboren am 23. April 1964 in Mailand) ist ein italienischer Dirigent.

## Leben und Werk
Gianandrea Noseda studierte Klavier, Komposition und Dirigieren am Conservatorio Giuseppe Verdi von Milano. Er perfektionierte seine Dirigierkunst bei Donato Renzetti, Chung Myung-whun und Waleri Gergijew. Im Jahr 1994 gewann er den Internationalen Dirigentenwettbewerb von Cadaqués und wurde unmittelbar danach zum Chefdirigenten des Orquestra de Cadaqués ernannt, das er bis 2020 leitete.
Er wurde 1997 von Gergijew zum Principal Guest Conductor am Mariinski-Theater von St. Petersburg ernannt. Noseda war der erste Ausländer in dieser Funktion, die er bis 2007 innehatte. Er dirigierte am Mariinski regelmäßig italienisches Repertoire wie Rigoletto, La Bohème und Il trittico sowie Mozarts Le nozze di Figaro. Er leitete das Ensemble auf Gastspielen im Jahr 2000 an der Scala und in Covent Garden (mit Prokofjews Krieg und Frieden und Anna Netrebko). 2001 dirigierte er das Mariinski-Ensemble beim Covent-Garden-Gastspiel mit La forza del destino.
Noseda übernahm Führungsfunktionen beim Rotterdams Philharmonisch Orkest und bei den Settimane Musicali di Stresa e del Lago Maggiore. Von 2000 bis 2020 war er künstlerischer Leiter des Stresa Festivals. 2002 wurde er Chefdirigent des BBC Philharmonic Orchestras und blieb in diesem Amt bis 2011. Im Konzertsaal arbeitet Noseda gerne mit dem Pianisten Andrea Lucchesini und dem Geiger Sergei Chatschatrjan zusammen. Gemeinsam mit dem BBC Philharmonic Orchestra und Chandos spielte er eine Reihe von Werken Prokofjews ein, weiters Dallapiccola (darunter die Ersteinspielung von dessen Partita), Dvořák, Liszt, Karłowicz, Casella, Schostakowitsch, Rachmaninow und Respighi.
Im Jahr 2002 debütierte er als Operndirigent an der Metropolitan Opera in New York mit Prokofjews Krieg und Frieden, in den Hauptrollen Anna Netrebko und Dmitri Hvorostovsky. Seither dirigiert er an der „Met“ regelmäßig französisches, italienisches und russisches Repertoire. Weiters gastierte er in Paris, Wien und immer wieder an der Scala in seiner Heimatstadt.
2007 übernahm Noseda die Funktion des Musikalischen Leiters am Teatro Regio di Torino – ein Amt, das er 2018 niederlegte. Im Jahr 2008 leitete er dort die Salome-Neuproduktion von Robert Carsen mit Nicola Beller Carbone in der Titelpartie. An diesem Haus dirigierte er ein breites Repertoire von Beethovens Fidelio über Verdis Simon Boccanegra, Don Carlos und Aida bis zu Strawinskis The Rake’s Progress.
Die langjährige Zusammenarbeit mit Anna Netrebko führte 2013 mit dem Orchestra del Teatro Regio di Torino zum Album Verdi, das zu einem Nummer-eins-Hit in Österreich wurde und in Deutschland zwei Wochen unter den Top 10 war. Im August 2015 debütierte Noseda bei den Salzburger Festspielen am Pult der Erfolgsproduktion von Verdis Il trovatore, inszeniert von Alvis Hermanis, gesungen von Anna Netrebko und Jekaterina Sementschuk, von Francesco Meli und Artur Ruciński.
Noseda arbeitet seit 2008 regelmäßig mit dem London Symphony Orchestra zusammen, mit zahlreichen Konzerten im Londoner Barbican Centre, aber auch auf Tour in Aix-en-Provence oder New York. 2016 wurde er zum Principal Guest Conductor des London Symphony Orchestras ernannt. 2017 übernahm er als Musikalischer Direktor die Leitung des National Symphony Orchestras am Kennedy Center in Washington, D.C. – sein Vertrag dort wurde bis 2025 verlängert. Im Herbst 2021 wurde er zudem Generalmusikdirektor am Opernhaus Zürich.

## Aufnahmen (Auswahl)
- 2009: Thaïs; Barbara Frittoli, Lado Ataneli, Allessandro Liberatore; Orchestra and Chorus of the Teatro Regio di Torino; ArtHaus (DVD)
- 2013: Verdi, mit Anna Netrebko und dem Orchestra del Teatro Regio di Torino
- 2014: Prince Igor, The Metropolitan Opera; Deutsche Grammophon (DVD)
- 2015: Fiamma del Belcanto, mit Diana Damrau und dem Orchestra del Teatro Regio Torino; Erato
- 2016: Noseda conducts Casella, complete symphonies, BBC Philharmonic; Chandos

## Auszeichnungen
- 2001: Cavaliere Ufficiale al Merito della Repubblica Italiana
- 2016: International Opera Award